# Leandro & Leonardo (álbum de 1990)
Leandro & Leonardo é o quarto álbum da dupla sertaneja Leandro & Leonardo, lançado em julho 1990. Devido ao sucesso da canção "Pense em Mim", o álbum vendeu mais de 3 milhões de cópias. Outros sucessos foram "Cadê Você" (lançada originalmente pelo cantor Odair José), "Desculpe, Mas Eu Vou Chorar", "O Cheiro da Maçã" e "Talismã".

## Faixas
| N.º | Título                                  | Compositor(es)                                   | Duração |  |
| 1.  | "Cadê Você"                             | Odair José                                       | 3:01    |  |
| 2.  | "Talvez Você Se Lembre"                 | Antonio Marcos / D'Carlo                         | 3:50    |  |
| 3.  | "O Cheiro da Maçã"                      | Zezé Di Camargo                                  | 3:57    |  |
| 4.  | "Coração Quer Te Encontrar"             | Rhael / Altair Menezes                           | 3:22    |  |
| 5.  | "Mais Uma Vez Sozinho (Marcas do Amor)" | José Fernandes                                   | 3:23    |  |
| 6.  | "Pra Nunca Dizer Adeus"                 | Paschoal / Areia Lima / José Neris               | 3:26    |  |
| 7.  | "Pense em Mim"                          | Douglas Maio / Zé Ribeiro / Mario Soares         | 3:19    |  |
| 8.  | "Só Fazendo Amor"                       | Nilton Lamas / Sebastiana Gouveia / Edilson Lima | 2:40    |  |
| 9.  | "Você Ainda Vai Voltar"                 | César Augusto                                    | 2:45    |  |
| 10. | "Ponto Fraco"                           | Rhael                                            | 3:40    |  |
| 11. | "Desculpe, Mas Eu Vou Chorar"           | César Augusto / Gabriel                          | 4:09    |  |
| 12. | "Talismã"                               | Michael Sullivan / Paulo Massadas                | 4:20    |  |

## Certificações
| País          | Certificação | Data | Vendas certificadas |
| ------------- | ------------ | ---- | ------------------- |
| Brasil (ABPD) | 3× Diamante  | 1991 | 3.200.000           |